# Suzuki Fronte

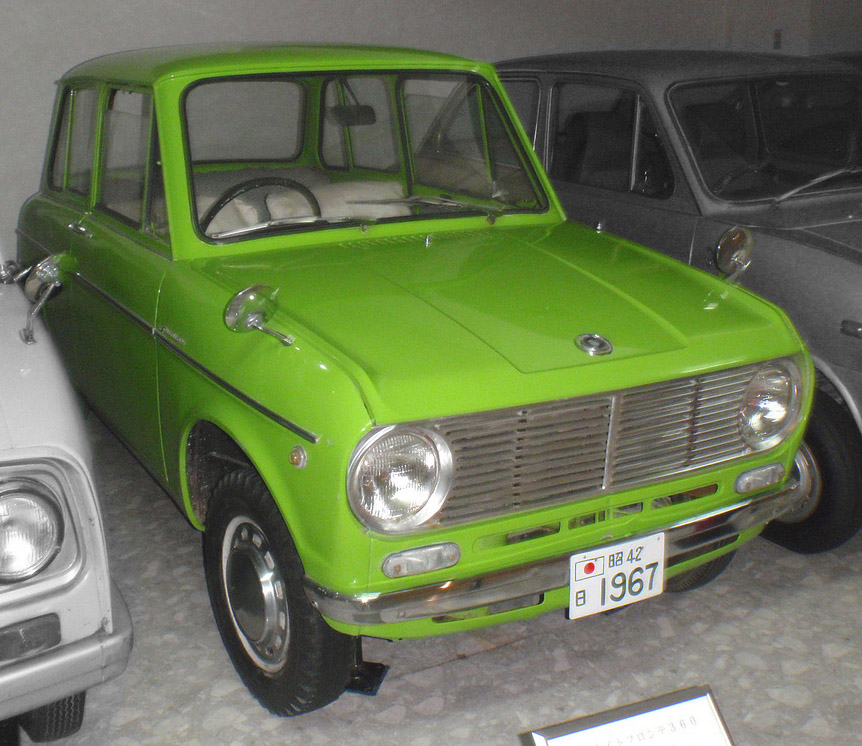
Suzulight Fronte 1962-1967

De Suzuki Fronte is een automodel uit de compacte klasse van Suzuki.

## Geschiedenis
De Fronte was de sedanversie van de Suzuki Suzulight TL Van en werd in maart 1962 geïntroduceerd als Suzuki Suzulight Fronte. In het eerste jaar werden 2.565 auto's gebouwd. Een jaar later werd een nieuwe motor met een lager brandstofverbruik uitgebracht. De Suzuki Fronte had een dwars voorin gebouwde tweecilinder tweetaktmotor die de voorwielen aandreef. In oktober 1965 werd een verder verbeterde motor geïntroduceerd, waarmee het olieverbruik werd verminderd. Daarnaast werd een grotere versie, de Suzuki Fronte 800, geïntroduceerd.
In 1967 volgde de Suzuki Fronte 360 als opvolger, met heckmotor en achterwielaandrijving. In 1969 verscheen de stationwagen Fronte Van met voorin geplaatste motor en achterwielaandrijving als vervanging van de Suzuki Suzulight. Hij kreeg al enkele ontwerpelementen van de Fronte 360-opvolger Suzuki Fronte 71.
De Sting Ray (pijlstaartrog) Fronte 71 werd gelanceerd in 1970 en was meer een sedan met een hatchbackvorm. Op basis van de Fronte 71 werd in september 1971 de Fronte Coupé geïntroduceerd, ontworpen door Giugiaro en met een krachtigere motor. Deze werd in 1976 vervangen door de Suzuki Cervo.
In juli 1973 verscheen het nieuwe model Fronte LC20 als de opvolger van de Sting Ray Fronte. Deze werd in mei 1976 vervangen door de Fronte 7-S met 443 cc. In mei 1979 verving de Suzuki Alto de Fronte-serie, maar deze werd nog tot 1989 op de binnenlandse markt als Fronte op de markt gebracht met dezelfde modelaanduiding als de Alto (Alto SS30/SS40 en Fronte SS30/SS40).

### In Nederland
In 1969 besloot de Nederlandse importeur van onder andere Suzuki-motorfietsen, Nimag, een Fronte 360 naar Nederland te halen. Het autotijdschrift Autovisie mocht op stap met de allereerste Suzuki-auto in Nederland en concludeerde dat de Fronte 360 "van de hele kleintjes zonder meer de meest complete auto kan worden genoemd, waarvan de prestaties grotere meeliggers vaak in verbazing zullen brengen." Men plaatste ook een kanttekening: de vanafprijs van 4.595 gulden was fors hoger dan die van een Fiat 500 (3.750 gulden) en daarmee prijsde de auto zich feitelijk uit de markt. In Japan was men destijds al gek op kleine auto's met de nodige luxe en veel accessoires, in Europa moeten kleine auto's dan nog vooral zo goedkoop mogelijk zijn. Onder de noemer Racing Mate waren er tientallen accessoires leverbaar om van de Fronte een sportieve kleine auto te maken. Uiteindelijk verkocht Nimag slechts 124 Frontes in Nederland en staakte daarom begin jaren zeventig de import van Suzuki-auto's totdat Suzuki vanaf 1978 een aantal moderne viertakten aanbood.

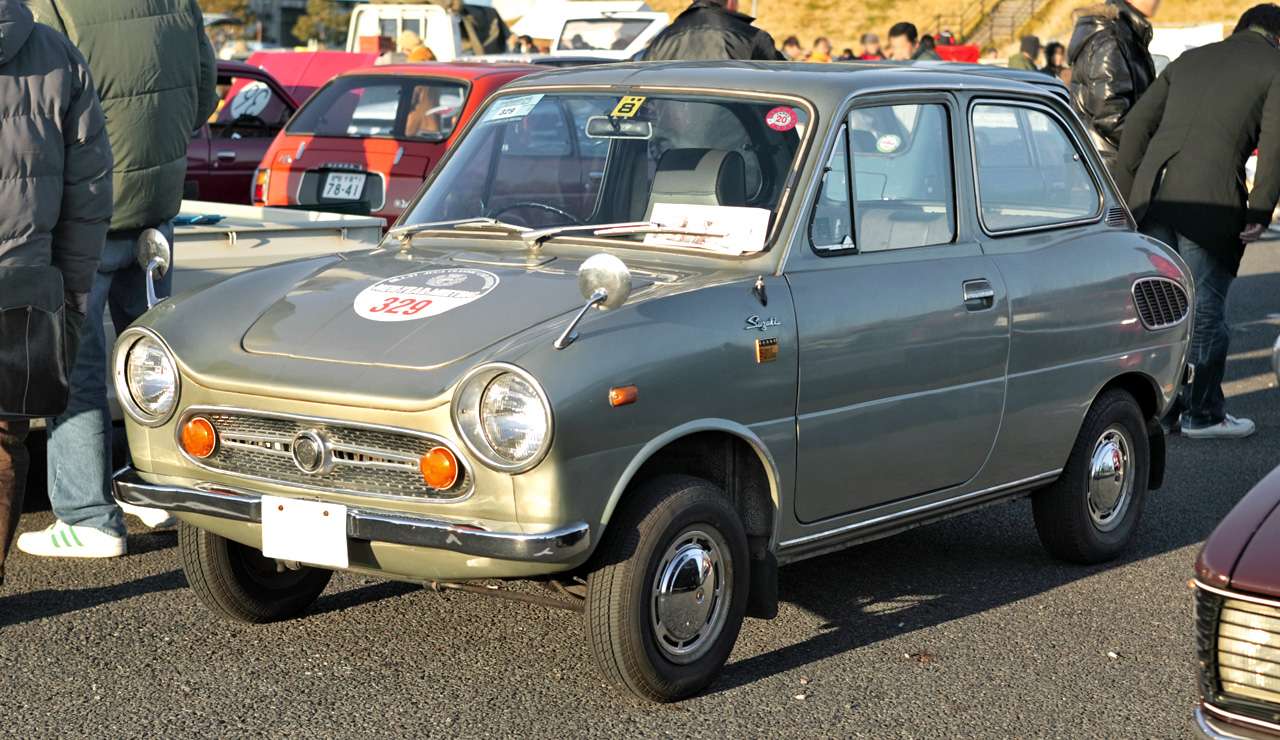
Suzuki Fronte 360
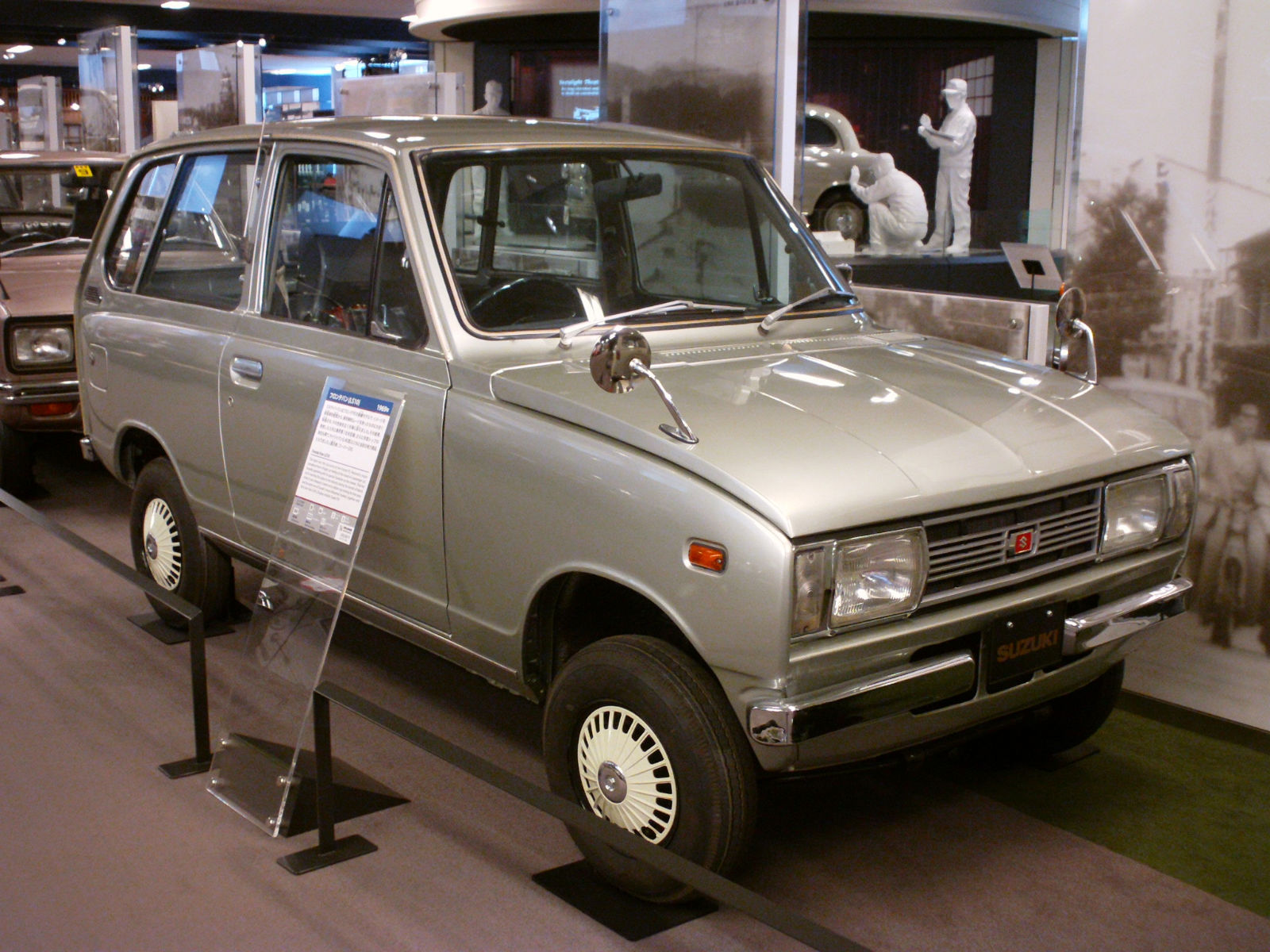
Suzuki Fronte Van 1969
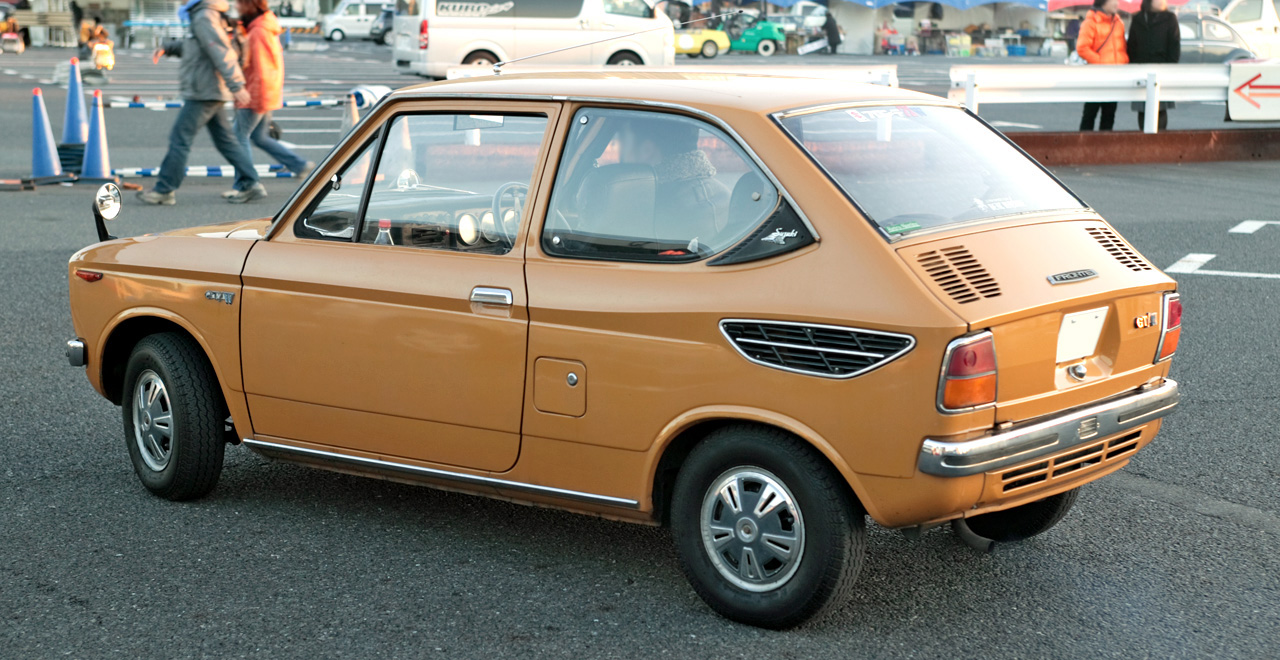
Suzuki Fronte 71
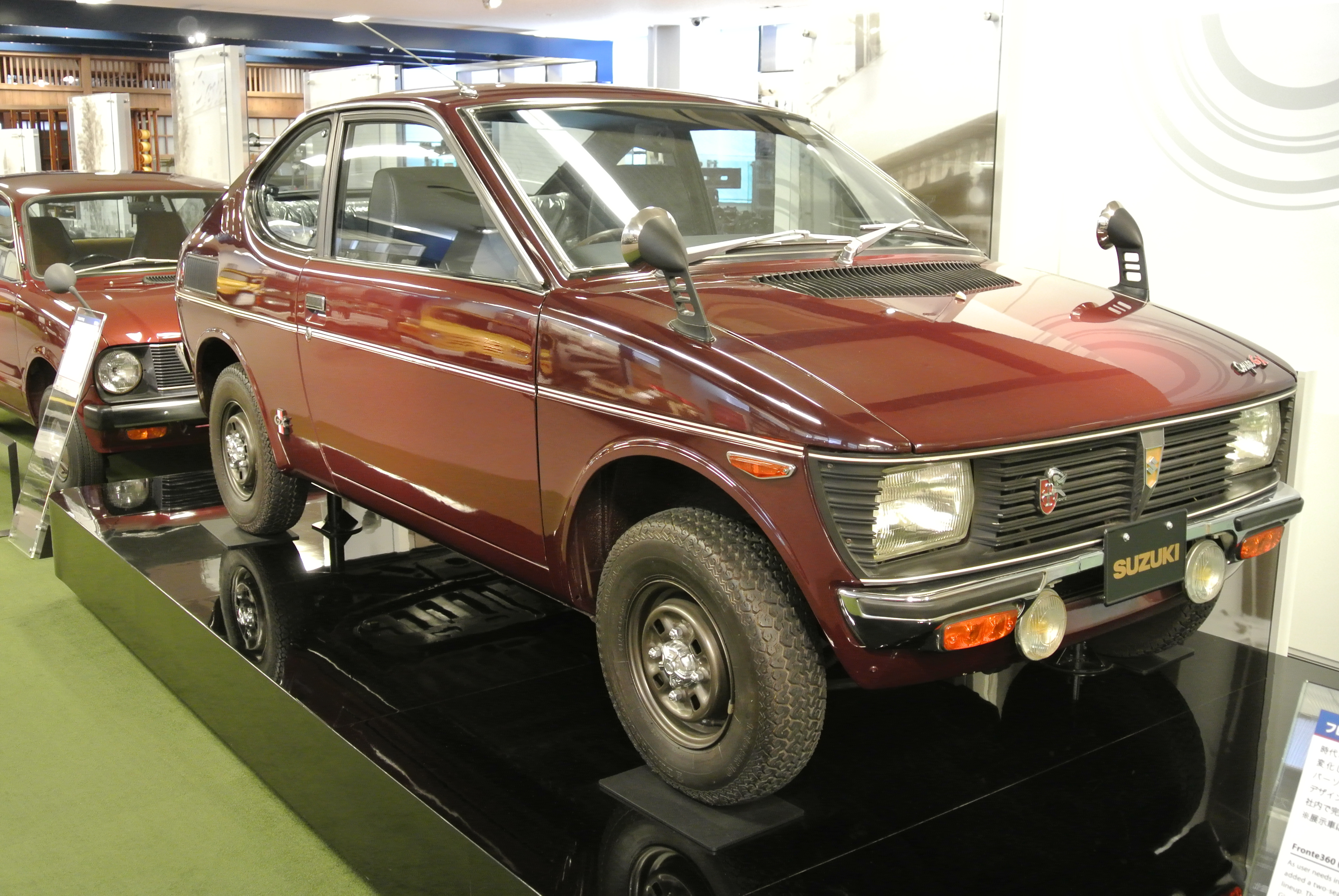
Suzuki Fronte Coupé
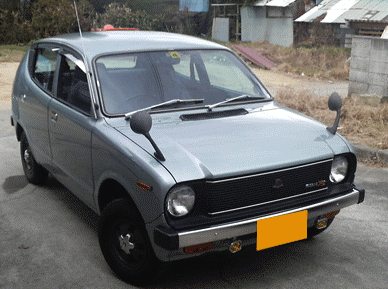
Suzuki Fronte 7-S
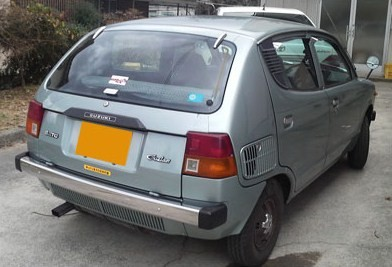
Suzuki Fronte 7-S, achteraanzicht
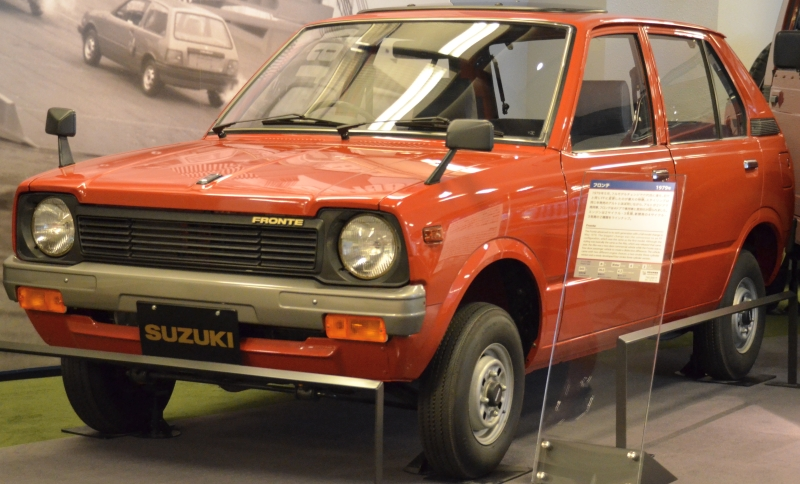
Suzuki Fronte SS30/SS40, identiek aan de Suzuki Alto SS30/SS40

Huidige modellen Europa:
Across ·
Ignis ·
Jimny ·
S-Cross ·
Swace ·
Swift · 
Vitara

Huidige modellen internationaal:
Alto Lapin · 
APV ·
Baleno ·
Carry · 
Celerio · 
Equator · 
Ertiga · 
Every ·
S-Presso ·
Landy ·
MR Wagon · 
Palette · 
Solio · 
Wagon R

Uit productie:
Cappuccino · 
Cara ·
Cervo · 
Forenza ·
Fronte · 
Grand Vitara · 
Grand Vitara XL-7 · 
Kei · 
Kizashi · 
Liana · 
LJ · 
Mighty Boy · 
Reno ·
SJ/Samurai · 
Splash ·
Suzulight · 
Twin · 
Verona ·
X-90 · 
XL7 · 
Wagon R+

Concept cars:
A-Star · 
Concept-S · 
Ionis ·
Concept Kizashi · 
Concept Kizashi 2 · 
Concept Kizashi 3 · 
Kizashi Apex Turbo ·
Kizashi EcoCharge ·
LC · 
Makai · 
Mom's Personal Wagon ·
Pixy en SCC · 
P.X · 
Q · 
RIII · 
Regina · 
S-Cross ·
Splash · 
Swift S · 
Swift PHEV ·
SXForce ·
X-Head · 
XA Alpha